# Mala conducta (telenovela)
Mala conducta es una telenovela chilena de comedia romántica. Se estrenó el 3 de marzo de 2008 y concluyó el 19 de noviembre de 2008 en el horario de las 20 pm.
Protagonizada por Willy Semler, Magdalena Max-Neef, María José Prieto, Tiago Correa y Ignacia Allamand. Con las actuaciones de Gonzalo Robles, Malucha Pinto, Juan Pablo Ogalde, José Palma, Álvaro Gómez, Marcela del Valle, Javiera Hernández, entre otros.
La telenovela giró en torno a un colegio integrado por alumnos de bajo rendimiento y con problemas de conducta, además de adultos que quieren terminar sus estudios bajo el sistema de dos en uno. 

## Historia
Pelayo Bobadilla (Willy Semler) es un profesor extrovertido, marido cariñoso y padre ejemplar que trabaja junto a su encantadora esposa Amelia (Magdalena Max-Neef) y sus tres hijos en el instituto dos por uno que lleva su nombre.
Los alumnos del 2x1 (adultos que por razones conductuales, académicas, económicas o accidentales no pudieron terminar antes su educación media) adoran a su rector, el único que ha confiado en ellos, entregándoles una segunda oportunidad para salir adelante a pesar de sus errores. Pero la perfecta vida de Pelayo da un vuelco cuando conoce a Flavia Inostroza (María José Prieto), hermana de uno de sus pupilos e infartante secretaria dispuesta a todo con tal de cazar a un hombre que la saque de su precaria situación económica.
Tentado por la sensual y astuta Flavia, Pelayo probará por primera vez el sabor de la infidelidad, sin imaginarse que lo que empieza como una inofensiva canita al aire, se transformará en un huracán, amenazando con destruir su matrimonio, separar a su familia, poner en jaque la supervivencia del 2x1 y a todos los que han creído en él. Todo se complicará aún más cuando Félix (Tiago Correa), el seductor y "pastel" hermano de Flavia, se enamore perdidamente de Martina (Ignacia Allamand), la inocente y regalona hija de Pelayo, provocando un tremendo revuelo en ambas familias. 
Romances, intrigas y mucho humor acompañarán a héroes, villanos y antihéroes en "Mala conducta", donde en un año ocurre todo lo que puede pasar en dos.

## Producción

### Rodaje
Las grabaciones de Mala conducta se iniciaron el 12 de noviembre de 2007, y concluyeron el 30 de octubre de 2008, bajo la producción ejecutiva de Verónica Basso. Tras la finalización de las grabaciones, gran parte del reparto principal renovó contrato con Chilevisión para incorporarse a los proyectos del 2009; Sin anestesia y Mujeres de lujo.

## Reparto

### Principales
- Willy Semler como Pelayo Bobadilla
- Magdalena Max-Neef como Amelia Rodríguez
- María José Prieto como Flavia Inostroza
- Tiago Correa como Félix Inostroza
- Ignacia Allamand como Martina Bobadilla
- José Palma como Damián Bobadilla
- Álvaro Gómez como Rigoberto Bobadilla
- Juan Pablo Ogalde como Carlos Bobadilla
- Gonzalo Robles como Plinio Bobadilla
- Malucha Pinto como Ninfa Acevedo
- Marcela Del Valle como Nicole Gallardo
- Javiera Hernández como Donatella Naranjo
- Pablo Macaya como Vladimir Cataldo
- Jenny Cavallo como Carolina Gallardo
- Rodrigo Bastidas como Patricio Cabezón
- Ana María Gazmuri como Georgette Ventura
- Ariel Levy como Pablo "Carpa" Parra
- María José Bello como Dominga Magallanes
- Erto Pantoja como José María Magallanes
- Tatiana Molina como Sabrina Sepúlveda
- Emilio Edwards como Iñaki Elorrieta
- Andrés Arriola como Kurt Curiche
- Francisco Pizarro como Diego "Rayo" Gutiérrez
- Francisca Opazo como Valeska Serrano
- Álex Walters como Mario Ricapito
- Natalia Grez como María Chicharro
- Mauricio Diocares como Rolando Mendoza
- Andrés Pozo como Marlon Bravo
- Héctor Lara como Lizardo Pinto
- Diego Bustos como Memilvio Gómez
- Jimmy Fredes como Michigan Carrasco

### Recurrentes e invitados
- Gonzalo Valenzuela como Pedro Bello / Nataniel Olivares
- Diego Casanueva como Pedro Bello
- Ángela Prieto como Octavia Vial / Olivia Inostroza
- Dayana Amigo como Lucero Gallardo
- Osvaldo Silva como Máximo Bello
- Patricia Larraguibel como Luisa Olivares
- Nelly Meruane como Rosa Miranda
- Marcela Osorio como Maripepa Inostroza
- José Alfredo Fuentes como Guillermo Gallardo
- Ignacio Kliche como Orlando Batistuta Nº2
- Sergio Gajardo como Lenin Parra
- Rodrigo Soto como Miguel Toro
- Mireya Moreno como Menchu Valdivia
- Paulina Hunt como Rosario Moreira

## Audiencia
| Año  | Emisión original   | Emisión original | Emisión original        | Emisión original | Espectadores | Total cuota% |
| Año  | Estreno            | Cuota%           | Término                 | Cuota%           | Espectadores | Total cuota% |
| ---- | ------------------ | ---------------- | ----------------------- | ---------------- | ------------ | ------------ |
| 2008 | 3 de marzo de 2008 | 16,0%            | 19 de noviembre de 2008 | 15,8%            | —            | 12,8%        |

## Recepción
Originalmente la teleserie duraría entre 90 y 100 capítulos, pero le entregaba un buen piso de audiencia a Chilevisión Noticias Central, el noticiario del canal que se transmite a continuación de la telenovela. Así, se decidió alargar las grabaciones hasta noviembre, lo que significaba que la teleserie hubiera tenido entre 180 y 200 capítulos, para seguir compitiendo contra Lola de Canal 13, que finalizó el 4 de noviembre, e Hijos Del Monte de TVN, que finalizó en marzo de 2009. El miércoles 19 de noviembre, fue transmitido el último capítulo, que marcó 15,8 puntos de audiencia.